# Vallibonavenatrix
Vallibonavenatrix (лат.) — род тероподных динозавров из семейства спинозаврид (Spinosauridae). Известен по ископаемым остаткам из нижнемеловых (барремских) отложений формации Арсильяс-де-Морелья (Arcillas de Morella Formation) в Кастельоне, Испания. Включает единственный вид — Vallibonavenatrix cani.

## История открытия
В конце 1980-х — начале 1990-х годов палеонтолог-любитель Хуан Кано Форнер обнаружил в муниципалитете Вальибона (Кастельон, Испания) местонахождение, содержащее многочисленные остатки позвоночных, относящиеся к мезозойской эре, среди которых были части скелетов динозавров. Форнер хранил эти окаменелости в частной коллекции в Сан-Матео. В 2007 году испанский палеонтолог Фернандо Гомес-Фернандес и его коллеги опубликовали предварительное описание костей таза теропода из коллекции Форнера. Другие окаменелости того же образца включают один шейный, шесть спинных и четыре хвостовых позвонка, почти полный крестец, десять частичных рёбер и их фрагментов, три неполных шеврона, почти полную левую подвздошную кость, фрагменты вентральной части правой подвздошной кости, неполные правую и левую седалищную кость и один фрагмент, интерпретированный авторами описания как проксимальная часть лобковой кости.
Новые род и вид Vallibonavenatrix cani были описаны Элизабет Малафайей и соавторами в статье, доступной в онлайн-версии журнала Cretaceous Research с 2019 года; печатная версия статьи была опубликована в выпуске 2020 года. Родовое название составлено из места обнаружения голотипа (муниципалитет Вальибона) и лат. venatrix, что означает «охотник». Видовое название дано в честь Кано Форнера, первооткрывателя окаменелости. Голотип Vallibonavenatrix представляет собой наиболее полный образец спинозаврид, найденный на Пиренейском полуострове. Другие описанные пиренейские таксоны этого семейства — Iberospinus, Camarillasaurus, Protathlitis и Riojavenatrix.

## Описание
Vallibonavenatrix был двуногим хищным динозавром среднего размера. Отростки спинных позвонков были умеренно высокими; один из известных отростков расширяется снизу вверх, образуя трапециевидную веерообразную форму, схожую со строением отростков позвонков спинозаврида ихтиовенатора. Возможно, вдоль спины животного шёл гребень, подобный гребням некоторых других спинозаврид. На крестце Vallibonavenatrix были глубокие плевроцели и пневматизированные (заполненные воздухом) отверстия. Подвздошная кость также была сильно пневматизирована и имела большие внутренние полости.

## Классификация
В 2019 году Малафайя и её исследовательская группа отнесли Vallibonavenatrix к семейству спинозаврид. Несмотря на территориальную близость типовой местности Vallibonavenatrix к местам обнаружения остатков представителейй подсемейства Baryonychinae (например, барионикса), по результатам анализа таксон оказался более тесно связан с членами Spinosaurinae, такими как спинозавр и ирритатор из южной части Гондваны, а также с азиатским ихтиовенатором. Результаты их анализа представлены на кладограмме ниже:
|  | Irritator                |
|  |                          |
|  | Ichthyovenator           |
|  |                          |
|  | Spinosaurus (MSNM V4047) |
|  |                          |
|  | Spinosaurus (голотип)    |
|  |                          |
|  | Vallibonavenatrix        |
|  |                          |

|  | Baryonyx         |
|  |                  |
|  | Sigilmassasaurus |
|  |                  |
|  | Suchomimus       |
|  |                  |

|  | Irritator                |
|  |                          |
|  | Ichthyovenator           |
|  |                          |
|  | Spinosaurus (MSNM V4047) |
|  |                          |
|  | Spinosaurus (голотип)    |
|  |                          |
|  | Vallibonavenatrix        |
|  |                          |

|  | Baryonyx         |
|  |                  |
|  | Sigilmassasaurus |
|  |                  |
|  | Suchomimus       |
|  |                  |

Однако в 2021 году Крис Т. Баркер и его коллеги обнаружили, что Vallibonavenatrix или находится вне подсемейств Spinosaurinae и Baryonychinae, занимая положение самого базального спинозаврида, или входит в состав Baryonychinae. Они пришли к выводу, что его филогенетическое положение остаётся неясным.
В 2022 году Октавио Матеуш и Дарио Эстравис-Лопес исключили Vallibonavenatrix из состава Spinosaurinae, отметив, что некоторые анатомические особенности могут указывать на родство рода с этой группой, а не с Baryonychinae.

## Палеоэкология
Остатки Vallibonavenatrix происходят из формации Арсильяс-де-Морелья, которая датируется барремским ярусом нижнемелового отдела. В этой формации обнаружены также остатки других динозавров, включая орнитопод Iguanodon bernissartensis и Morelladon, неописанного завропода и спинозаврида Protathlitis.